# Манжен, Леон Игнатий
 Лео́н Игнатий Манже́н  (фр. Léon-Ignace Mangin, 30 июля 1857, Верни — 20 июля 1900, Цзинсянь) — святой Римско-Католической Церкви, член монашеского ордена иезуитов, священник, миссионер, мученик.

## Биография
5 ноября 1875 года Леон Игнатий Манжен вступил в новициат монашеского ордена иезуитов. В 1882 году его отправили на католическую миссию в Китай. 31 июля 1886 года он был рукоположен в священника вместе с Ремигием Изоре. В 1890 году Леона Игнатия Манжена назначили ответственным за деканат Хэйэньфу, который объединял 240 католических приходов с двадцатью тысячами верующих. В 1900 году его перевели в деревню Чжуцзяхэ, провинция Хэбэй.
В 1899—1900 гг. в Китае вспыхнуло Ихэтуаньское восстание, во время которого повстанцами жестоко преследовались христиане. Жители деревни Чжуцзяхэ, большинство которых были католиками, чтобы защитить себя от нападения повстанцев, обнесли свою деревню инженерными сооружениями. 15 июля 1900 года повстанцы атаковали деревню, но не смогли с первого раза захватить её. 20 июля 1900 года деревню снова атаковали две тысячи солдат императорской армии. Леон Игнатий Манжен вместе со священником Павлом Денном и многочисленными верующими укрылся в местной католической церкви. Повстанцы захватили церковь и сразу же убили священников-иностранцев и многих находившихся в храме китайских верующих. После этого церковь была сожжена. В 1901 году останки мучеников были собраны местными христианами и захоронены в новом храме.

## Прославление
Леон Игнатий Манжен был беатифицирован 17 апреля 1955 года Римским Папой Пием XII и канонизирован 1 октября 2000 года Римским Папой Иоанном Павлом II вместе с группой 120 китайских мучеников.
День памяти в Католической Церкви — 9 июля.

## Источник
- Société de Jésus — Evêché de l’Archidiocèse de Strasbourg — Communauté de paroisses du Rosenmeer — Catholic Encyclopedia — Osservatore Romano (Saint-Siège) — MX.
- George G. Christian OP, Augustine Zhao Rong and Companions, Martyrs of China, 2005, стр. 65  (англ.)